# Dessertlepel

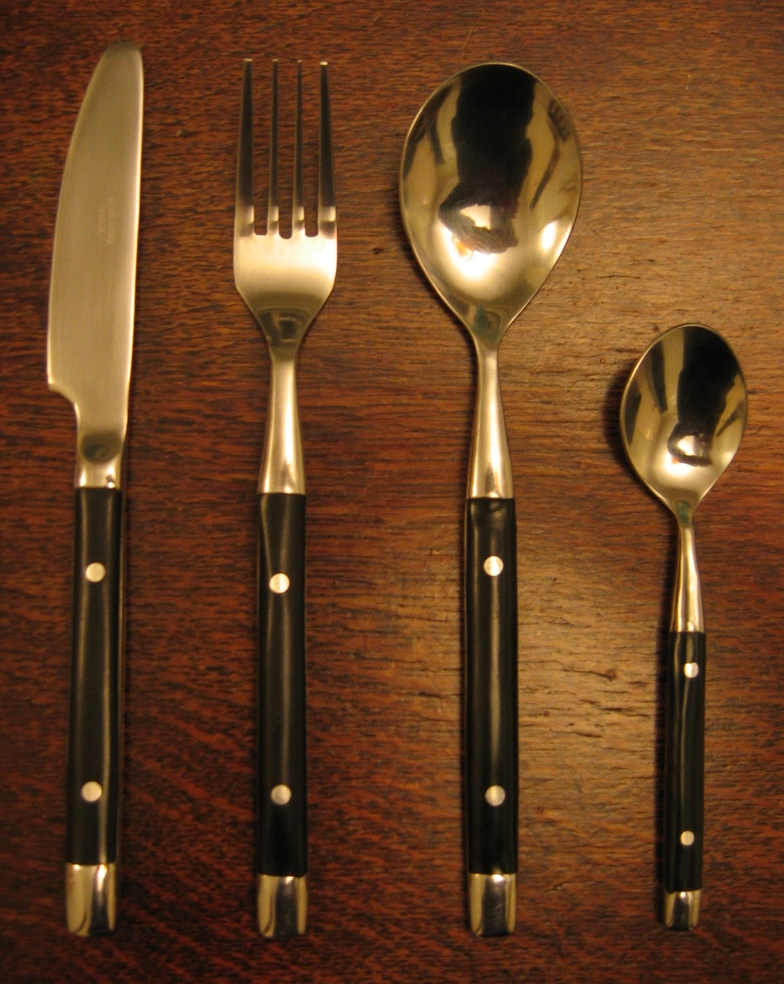
Een mes, vork, dessertlepel en een theelepel.

Een dessertlepel (ook wel paplepel genoemd) is een deel van het bestek dat wordt gebruikt om nagerechten, zoals pudding, yoghurt en ijs mee te eten.
De lepel is van staal, verzilverd of massief zilver. Hij lijkt veel op een theelepel, hoewel de dessertlepel dieper is en een langere steel heeft. De lengte van een dessertlepel ligt tussen 15 en 20 cm.
dessertlepel · eierlepel · eetlepel ·  groentelepel · ijslepel · juslepel · maatlepel · opscheplepel · pollepel · soeplepel · theelepel